# Albi (Tarn)
Albi es una localidad y comuna francesa situada en el departamento del Tarn, del que es capital, en la región de Occitania, con 51 199 habitantes. Se sitúa a orillas del río Tarn. Fueron las arcillas de este río la materia prima para elaborar los ladrillos rojos que caracterizan su arquitectura local, ya sea en su catedral, en sus casas, puentes, palacios o molinos. En 2010 la ciudad episcopal de Albi fue declarada Patrimonio de la Humanidad.

## Clima
| Parámetros climáticos promedio de Albi      | Parámetros climáticos promedio de Albi | Parámetros climáticos promedio de Albi | Parámetros climáticos promedio de Albi | Parámetros climáticos promedio de Albi | Parámetros climáticos promedio de Albi | Parámetros climáticos promedio de Albi | Parámetros climáticos promedio de Albi | Parámetros climáticos promedio de Albi | Parámetros climáticos promedio de Albi | Parámetros climáticos promedio de Albi | Parámetros climáticos promedio de Albi | Parámetros climáticos promedio de Albi | Parámetros climáticos promedio de Albi |
| Mes                                         | Ene.                                   | Feb.                                   | Mar.                                   | Abr.                                   | May.                                   | Jun.                                   | Jul.                                   | Ago.                                   | Sep.                                   | Oct.                                   | Nov.                                   | Dic.                                   | Anual                                  |
| ------------------------------------------- | -------------------------------------- | -------------------------------------- | -------------------------------------- | -------------------------------------- | -------------------------------------- | -------------------------------------- | -------------------------------------- | -------------------------------------- | -------------------------------------- | -------------------------------------- | -------------------------------------- | -------------------------------------- | -------------------------------------- |
| Temp. máx. abs. (°C)                        | 19.5                                   | 24.7                                   | 28.3                                   | 29.9                                   | 33.5                                   | 38.8                                   | 40.8                                   | 41.4                                   | 36.4                                   | 31.4                                   | 25.3                                   | 21                                     | 41.4                                   |
| Temp. máx. media (°C)                       | 9.1                                    | 11.4                                   | 14.3                                   | 16.5                                   | 20.8                                   | 24.2                                   | 27.9                                   | 27.8                                   | 24.6                                   | 19.2                                   | 13                                     | 10.2                                   | 18.3                                   |
| Temp. media (°C)                            | 5.2                                    | 6.8                                    | 9                                      | 11.2                                   | 15.3                                   | 18.6                                   | 21.6                                   | 21.5                                   | 18.4                                   | 14.2                                   | 8.7                                    | 6.3                                    | 13.1                                   |
| Temp. mín. media (°C)                       | 1.2                                    | 2.1                                    | 3.7                                    | 5.8                                    | 9.8                                    | 12.9                                   | 15.3                                   | 15.1                                   | 12.1                                   | 9.1                                    | 4.4                                    | 2.3                                    | 7.8                                    |
| Temp. mín. abs. (°C)                        | -20.4                                  | -12                                    | -9.8                                   | -2.9                                   | -0.2                                   | 4.3                                    | 6.5                                    | 4.9                                    | 1                                      | -2.7                                   | -9.4                                   | -10.5                                  | -20.4                                  |
| Precipitación total (mm)                    | 56.1                                   | 68                                     | 56.1                                   | 81.8                                   | 87.6                                   | 73.4                                   | 44.7                                   | 59.4                                   | 59.2                                   | 63                                     | 56.9                                   | 68.1                                   | 774.3                                  |
| Horas de sol                                | 110.6                                  | 138.7                                  | 188.2                                  | 174.6                                  | 236.1                                  | 235.4                                  | 268.2                                  | 261.9                                  | 214.1                                  | 148.2                                  | 95.9                                   | 87.9                                   | 2124.3                                 |
| Fuente: Météo climat stats «Clima de Albi». |                                        |                                        |                                        |                                        |                                        |                                        |                                        |                                        |                                        |                                        |                                        |                                        |                                        |

## Historia

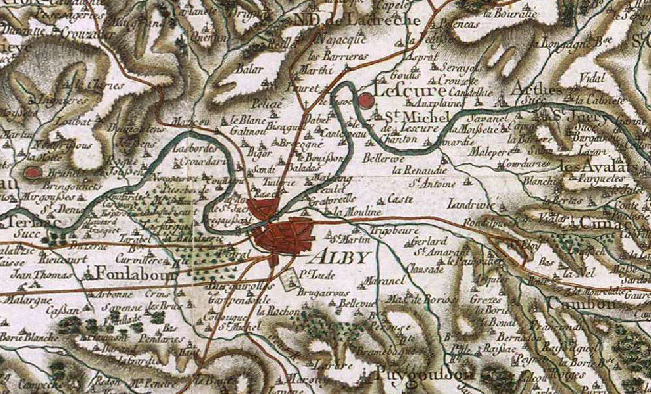
Albi en un mapa del

Ciudad fundada en tiempos del Imperio romano, conocida como Albiga. La secta herética de los albigenses, desarrollada en los siglos XII y XIII toma su nombre de esta ciudad. Esta secta religiosa, dotada de una profunda religiosidad, surge frente al problema del mal recurriendo al sistema dualista de tipo maniqueo: Todo lo carnal procede del mal y la adhesión al Dios del bien exige una abstinencia carnal. Trataban como iguales a las mujeres y aceptaban las diferencias de credo, a la vez que defendían que el infierno no existe. Solo los puros, los cátaros, ponían en práctica este principio. Para estos, Dios no se pudo encarnar, entrando en clara contradicción con la doctrina de la Iglesia. Los adeptos se agrupaban en comunidades que se vieron favorecidas frente a la inmoralidad imperante, obteniendo el apoyo de los nobles, la burguesía local y la población en la comarca del Languedoc, en el sureste francés, donde se respiraban aires de mayor libertad frente a la presión de la Iglesia católica.
La cruzada impulsada por el papa Inocencio III, por el rey de Francia Felipe II Augusto, por los cistercienses y dirigida por Simón de Montfort, indujeron en 1209 a la matanza de Béziers (pasando a cuchillo a más de 20 000 ciudadanos), a la expulsión de los ciudadanos de Carcasona y a la persecución de los principales nobles implicados. Simón de Montfort (1165-1218), adalid de la causa católica, fue nombrado vizconde de Béziers y Carcasona.
El Palacio de la Berbie, sede episcopal, y de la catedral de Santa Cecilia se construyeron justamente al terminar la cruzada contra los albigenses, como una reafirmación de la iglesia y de su poder. 
La ciudad también creció con la construcción del barrio de Castelnau (en oposición a Castelviel, el barrio viejo) entre la catedral y la fuente de la Verdusse, que albergaba a los canónigos en torno al claustro de San Salvio, que todavía se conserva. En el río se instalaron numerosos molinos: tanto de cereales, como fraguas y batanes de curtidurías.
Durante el Renacimiento, Albi vivió una época de esplendor gracias al comercio del pastel, una planta cultivada para uso como pigmento y tintura. De esta época data muchos de los palacios que forman el rico patrimonio arquitectónico de la ciudad, como la casa Enjalbert, el hôtel Gorsse y el hôtel de Reynès.

## Demografía
| 11 176 | 9649 | 10 061 | 10 644 | 12 408 | 11 801 | 14 211 | 13 788 | 14 636 | 15 493 | 16 596 | 17 469 | 20 379 | 21 224 | 20 903 | 21 948 | 22 571 | 23 303 | 25 100 | 26 628 | 29 015 | 29 351 | 30 293 | 34 342 | 34 693 | 38 709 | 42 930 | 46 162 | 45 947 | 46 579 | 46 274 | 48 889 |
| Para los censos de 1962 a 1999 la población legal corresponde a la población sin duplicidades (Fuente: INSEE [Consultar]) |      |        |        |        |        |        |        |        |        |        |        |        |        |        |        |        |        |        |        |        |        |        |        |        |        |        |        |        |        |        |        |

## Monumentos y lugares de interés

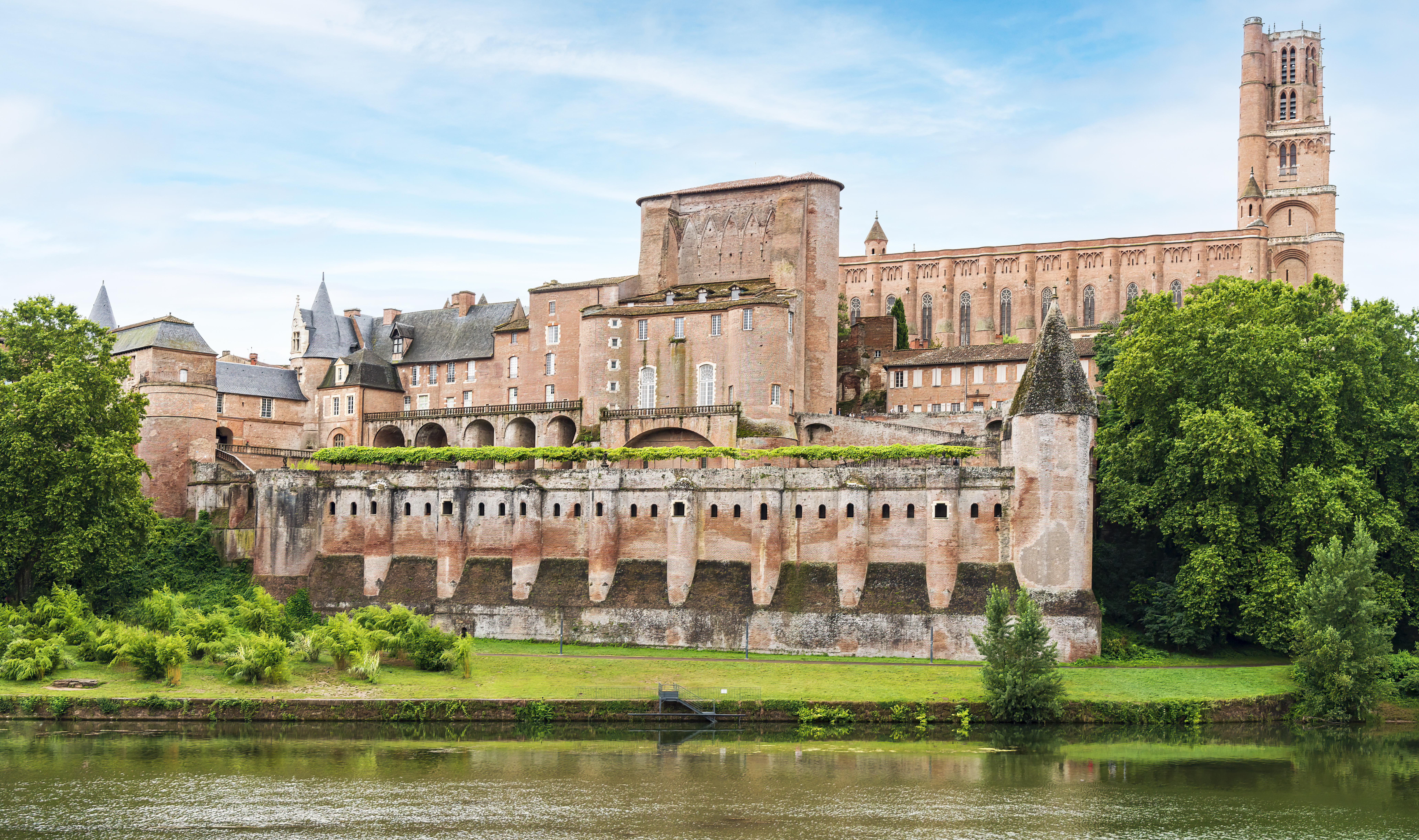
Palacio de la Berbie y catedral de Santa Cecilia

La Ciudad episcopal de Albi fue declarada por la Unesco Patrimonio de la Humanidad en 2010.
Entre sus principales monumentos destaca la catedral de Santa Cecilia, construida en ladrillo. Las obras de su construcción se iniciaron en 1282, prolongándose por espacio de dos siglos. También es de destacar el Puente Viejo, uno de los más antiguos de Francia, y aún en uso. Junto a la catedral se encuentra el Palacio de la Berbie, antiguo palacio episcopal y actual sede del Museo Toulouse-Lautrec.

## Educación
- École nationale supérieure des mines d'Albi-Carmaux
- Institut national universitaire Jean-François Champollion

## Deportes
| Equipo             | Deporte | Competición | Estadio                   | Creación |
| ------------------ | ------- | ----------- | ------------------------- | -------- |
| Sporting Club Albi | Rugby   | Pro D2      | Estadio Municipal de Albi | 1906     |